# Era stupendo
Era stupendo è il secondo singolo estratto dall'album Corro via del cantante italo-svizzero Paolo Meneguzzi.

## La canzone
È una ballata romantica vecchio stampo, scritta dallo stesso cantante e Mattias Brann. La canzone è stata accusata di essere un plagio di It Can Only Get Better di Amy Diamond.
Con questa canzone Meneguzzi ha rappresentato la Svizzera, suo paese natale, all'Eurovision Song Contest 2008. Il suo brano è stato, insieme a quello dei Miodio (che hanno rappresentato la Repubblica di San Marino) e in parte quello dei romeni Nico & Vlad, uno dei 3 pezzi in italiano che ha preso parte alla gara.

## Tracce
1. Era stupendo (Eurovision version) - 3:00
2. Era stupendo (Radio version) - 3:32

## Classifiche
| Paese    | Posizione più alta |
| -------- | ------------------ |
| Svizzera | 11                 |